# LSR J1835+3259
LSR J1835+3259 är en brun dvärg 18 ljusår från jorden. Den är i juli 2015 den tredje närmaste kända bruna dvärgen. Med observationer från Very Large Array, Haleteleskopet och Keck-observatoriet har polarsken upptäckts på LSR J1835+3259. Polarskenen är 10 000 gånger starkare än jordens polarsken.